# Diocèse de Périgueux et Sarlat
Le diocèse de Périgueux et Sarlat (en latin : Dioecesis Petrocoricensis-Sarlatensis) est un diocèse de l'Église catholique en France.

## Histoire
Le diocèse de Périgueux est érigé dès le IIIe siècle. En vertu d'une bulle pontificale de 1854, l'évêque porte aussi le titre d'évêque de Sarlat, diocèse supprimé en 1801. Sa dénomination courante en français est « diocèse de Périgueux et Sarlat ».
Depuis 1983, il est jumelé avec l'archidiocèse de Garoua au Cameroun.
Depuis le 18 juin 2014, son titulaire est Philippe Mousset.

## Évêques

### Liste des doyennés et paroisses du diocèse
- Doyenné du Périgord-Centre
  - Paroisse Saint-Front-Saint-Étienne, comprenant les anciennes paroisses de :
    - Saint-Front (Périgueux)
    - La Cité (Périgueux)
    - Saint-Martin (Périgueux)
    - Le Toulon (Périgueux)

  - Paroisse de Sainte-Thérèse-du-Manoire, comprenant les anciennes paroisses de :
    - Saint-Georges (Périgueux)
    - Atur
    - Boulazac
    - Eyliac
    - La Douze
    - Marsaneix
    - Notre-Dame-de-Sanilhac
    - Saint-Crépin-d'Auberoche
    - Saint-Laurent-sur-Manoire
    - Saint-Pierre-de-Chignac
    - Sainte-Marie-de-Chignac

  - Paroisse de Saint-Louis-les-Deux-Rivières, comprenant les anciennes paroisses de :
    - Antonne-et-Trigonnant
    - Bassillac
    - Escoire
    - Le Change
    - Trélissac

  - Paroisse de Saint-Vincent-sur-Beauronne, comprenant les anciennes paroisses de :
    - Agonac
    - Biras
    - Bussac
    - Champcevinel
    - Chancelade
    - Château-l'Evêque
    - Eyvirat
    - La Chapelle-Gonaguet
    - Marsac-sur-l'Isle
    - Mensignac
    - Saint-Front-d'Alemps

  - Paroisse de Saint-Jean-en-Pays-Vernois, comprenant les anciennes paroisses de :
    - Breuilh
    - Cendrieux
    - Chalagnac
    - Creyssensac-et-Pissot
    - Église-Neuve-de-Vergt
    - Fouleix
    - Grun-Bordas
    - Lacropte
    - Saint-Amand-de-Vergt
    - Saint-Mayme-de-Péreyrol
    - Saint-Michel-de-Villadeix
    - Salon
    - Vergt
    - Veyrines-de-Vergt

  - Paroisse de Saint-Jacques-du-Causse, comprenant les anciennes paroisses de :
    - Blis-et-Born
    - Brouchaud
    - Cornille
    - Coulaures
    - Cubjac
    - La Boissière-d'Ans
    - Ligueux
    - Mayac
    - Montagnac-d'Auberoche
    - Négrondes
    - Saint-Pantaly-d'Ans
    - Saint-Vincent-sur-l'Isle
    - Sarliac-sur-l'Isle
    - Savignac-les-Églises
    - Sorges
- Doyenné du Ribéracois
  - Paroisse de Saint-Jean-Baptiste-de-Dronne, comprenant les anciennes paroisses de :
    - Celles
    - Creyssac
    - Douchapt
    - Grand-Brassac
    - Lisle
    - Montagrier
    - Saint-André-de-Double
    - Saint-Jean-d'Ataux
    - Saint-Martin-de-Ribérac
    - Saint-Méard-de-Dronne
    - Saint-Pardoux-de-Dronne
    - Saint-Sulpice-de-Roumagnac
    - Saint-Victor
    - Saint-Vincent-de-Connezac
    - Segonzac
    - Siorac-de-Ribérac
    - Tocane-Saint-Apre
    - Vanxains
    - Villetoureix
    - Ribérac

  - Paroisse Saint-Michel-et-Sainte-Thérèse de Dronne-et-Double, comprenant les anciennes paroisses de :
    - Bourg-du-Bost
    - Chassaignes
    - Chenaud
    - Festalemps
    - La Jemaye
    - La Roche-Chalais
    - Parcoul
    - Petit-Bersac
    - Ponteyraud
    - Puymangou
    - Saint-Antoine-Cumond
    - Saint-Aulaye
    - Saint-Michel-l'Ecluse-et-Léparon
    - Saint-Michel-de-Rivière
    - Saint-Privat-des-Prés
    - Saint-Vincent-Jalmoutiers

  - Paroisse Saint-Pierre des Blanches-Terres, comprenant les anciennes paroisses de :
    - Allemans
    - Bertric-Burée
    - Bourg-des-Maisons
    - Bouteilles-Saint-Sébastien
    - Cercles
    - Champagne-et-Fontaine
    - Chapdeuil
    - Cherval
    - Combéranche-et-Epeluche
    - Coutures
    - Gout-Rossignol
    - La Chapelle-Grésignac
    - La Chapelle-Montabourlet
    - La Tour-Blanche
    - Lusignac
    - Nanteuil-Auriac-de-Bourzac
    - Paussac-et-Saint-Vivien
    - Saint-Just
    - Saint-Martial-de-Viveyrol
    - Saint-Paul-Lizonne
    - Vendoire
    - Verteillac
- Doyenné de la Vallée de l'Isle
  - Paroisse Saint-Pierre-Saint-Paul des Rives-de-l'Isle, comprenant les anciennes paroisses de :
    - Annesse-et-Beaulieu
    - Bourrou
    - Chantérac
    - Coursac
    - Douzillac
    - Grignols
    - Léguillac-de-l'Auche
    - Manzac-sur-Vern
    - Montrem
    - Neuvic
    - Razac-sur-l'Isle
    - Saint-Astier
    - Saint-Aquilin
    - Saint-Germain-du-Salembre
    - Saint-Léon-sur-l'Isle
    - Saint-Paul-de-Serre
    - Saint-Séverin-d'Estissac
    - Vallereuil

  - Paroisse Notre-Dame du Roc-en-Mussidanais, comprenant les anciennes paroisses :
    - Beaupouyet
    - Beauronne
    - Bosset
    - Bourgnac
    - Les Lèches
    - Mussidan
    - Saint-Étienne-de-Puycorbier
    - Saint-Front-de-Pradoux
    - Saint-Géry
    - Saint-Louis-en-l'Isle
    - Saint-Martin-l'Astier
    - Saint-Médard-de-Mussidan
    - Saint-Michel-de-Double
    - Saint-Sauveur-Lalande
    - Sourzac

  - Paroisse de Notre-Dame-de-l'Assomption-en-Montponnais, comprenant les anciennes paroisses de :
    - Carsac-de-Gurson
    - Echourgnac
    - Eygurande-et-Gardedeuil
    - Le Pizou
    - Ménesplet
    - Minzac
    - Montignac-sur-Vauclaire
    - Montpeyroux
    - Montpon-Ménéstérol
    - Moulin-Neuf
    - Saint-Barthélémy-de-Bellegarde
    - Saint-Géraud-de-Corps
    - Saint-Laurent-des-Hommes
    - Saint-Martial-d'Artenset
    - Saint-Martin-de-Gurson
    - Saint-Rémy-sur-Lidoire
    - Servanches
    - Villefranche-de-Lonchat
    - Sarlat-la-Canéda

  - Paroisse de Saint-Sacerdos-en-Périgord-Noir, comprenant les anciennes paroisses de :
    - Aillac
    - Allas-l'Evêque
    - Archignac
    - Borrèze
    - Calviac-en-Périgord
    - Carlux
    - Carsac-de-Carlux
    - Cazoulès
    - Eybènes
    - Groléjac
    - Jayac
    - La Chapelle-Aubareil
    - Marcillac-Saint-Quentin
    - Marquay
    - Orliaguet
    - Paulin
    - Peyrillac
    - Prats-de-Carlux
    - Proissans
    - Saint-André
    - Saint-Amand-de-Coly
    - Saint-Crépin-et-Carlucet
    - Saint-Geniès
    - Saint-Julien-de-Lampon
    - Saint-Vincent-le-Paluel
    - Sainte-Mondane
    - Sainte-Nathalène
    - Salignac-Eyvigues
    - Simeyrols
    - Tamniès

  - Paroisse du Bienheureux-Delfaud-en-Pays-Dommois, comprenant les anciennes paroisses de :
    - Bouzic
    - Campagnac-lès-Quercy
    - Castelnaud
    - Cénac-et-Saint-Julien
    - Daglan
    - Domme
    - Florimont-Gaumier
    - Grives
    - La Chapelle-Péchaud
    - La Roque-Gageac
    - Nabirat
    - Saint-Aubin-de-Nabirat
    - Saint-Martial-de-Nabirat
    - Saint-Cybranet
    - Saint-Laurent-la-Vallée
    - Saint-Pompont
    - Veyrines-de-Domme
    - Vézac
    - Vitrac

  - Paroisse de Saint-Cyprien-la-Vallée, comprenant les anciennes paroisses de :
    - Allas-les-Mines
    - Berbiguières
    - Beynac-et-Cazenac
    - Bézenac
    - Castels
    - Coux-et-Bigaroque
    - Marnac
    - Meyrals
    - Mouzens
    - Saint-Cyprien
    - Saint-Vincent-de-Cosse
- Doyenné de la Vallée de la Vézère
  - Paroisse des Trois-Ermites-en-Terrassonnais, comprenant les anciennes paroisses de :
    - La Cassagne
    - Chavagnac
    - Cublac
    - Grèzes
    - La Feuillade
    - La Dornac
    - Nadaillac
    - Pazayac
    - Terrasson-la-Villedieu
    - Villac

  - Paroisse de Saint-Pierre-de-Vézère, comprenant les anciennes paroisses de :
    - Ajat
    - Aubas
    - Auriac-du-Périgord
    - Bars
    - Fanlac
    - Fleurac
    - Fossemagne
    - Gabillou
    - Les Farges
    - Limeyrat
    - Milhac-d'Auberoche
    - Montignac
    - Peyzac-le-Moustier
    - Plazac
    - Rouffignac
    - Saint-Antoine-d'Auberoche
    - Saint-Cernin-de-Reillac
    - Saint-Geyrac
    - Saint-Léon-sur-Vézère
    - Sainte-Orse
    - Sergeac
    - Thenon
    - Thonac
    - Valojoulx
- Doyenné du Begeracois
  - Paroisse de Saint-Jacques-en-Bergeracois, comprenant les anciennes paroisses de :
    - Notre-Dame (Bergerac)
    - Saint-Jacques (Bergerac)
    - La Madeleine (Bergerac)
    - Beauregard-et-Bassac
    - Béleymas
    - Campsegret
    - Creysse
    - Cause-de-Clérans
    - Clermont-de-Beauregard
    - Cours-de-Pile
    - Douville
    - Église-Neuve-d'Issac
    - Ginestet
    - Issac
    - Jaure
    - La Conne
    - La Force
    - Lamonzie-Montastruc
    - Lamonzie-Saint-Martin
    - Laveyssière
    - Lembras
    - Liorac-sur-Louyre
    - Lunas
    - Maurens
    - Monbazillac
    - Montagnac-la-Crempse
    - Mouleydier
    - Pont-Saint-Mamet
    - Prigonrieux
    - Queyssac
    - Saint-Agne
    - Saint-Jean-d'Eyraud
    - Saint-Julien-de-Crempse
    - Saint-Germain-et-Mons
    - Saint-Georges-de-Blancaneix
    - Saint-Georges-de-Montclard
    - Saint-Hilaire-d'Estissac
    - Saint-Jean-d'Estissac
    - Saint-Laurent-des-Vignes
    - Saint-Martin-des-Combes
    - Saint-Nexans
    - Saint-Sauveur-de-Bergerac
    - Sainte-Foy-des-Vignes
    - Verdon
    - Villamblard

  - Paroisse de Saint-Martin-des-Vignes, comprenant les anciennes paroisses de :
    - Bardou
    - Boisse
    - Bouniagues
    - Cogulot
    - Colombier
    - Conne-de-Labarde
    - Cunèges
    - Eymet
    - Eyrenville
    - Falgueyrat
    - Faurilles
    - Faux-en-Périgord
    - Flaugeac
    - Fonroque
    - Issigeac
    - Mandacou
    - Mescoules
    - Monbos
    - Monestier
    - Monmadalès
    - Monmarvès
    - Monsaguel
    - Montaut
    - Pomport
    - Puyguilhem
    - Razac-d'Eymet
    - Ribagnac
    - Rouffignac-de-Sigoulès
    - Rouquette-d'Eymet
    - Sadillac
    - Saint-Aubin-de-Cadelech
    - Saint-Aubin-de-Lanquais
    - Saint-Capraise-d'Eymet
    - Saint-Cernin-de-Labarde
    - Saint-Julien-d'Eymet
    - Saint-Léon-d'Issigeac
    - Saint-Perdoux
    - Saint-Sulpice-d'Eymet
    - Sainte-Eulalie-d'Eymet
    - Sainte-Innocence
    - Sainte-Radegonde
    - Serres-et-Montguyard
    - Sigoulès
    - Singleyrac
    - Thénac

  - Paroisse de Sainte-Marie-en-Périgord-Foyen, comprenant les anciennes paroisses de :
    - Bonneville-et-Saint-Avit-de-Fumadières
    - Fougueyrolles
    - Fraisse
    - Gageac-et-Rouillac
    - Gardonne
    - Lamothe-Montravel
    - La Rouquette
    - Le Fleix
    - Monfaucon
    - Montazeau
    - Montcaret
    - Nastringues
    - Port-Sainte-Foy-et-Ponchapt
    - Razac-de-Saussignac
    - Saint-Méard-de-Gurson
    - Saint-Michel-de-Montaigne
    - Saint-Pierre-d'Eyraud
    - Saint-Seurin-de-Prats
    - Saint-Vivien
    - Sainte-Aulaye-de-Breuilh
    - Saussignac
    - Vélines
- Doyenné de Moyenne-Dordogne
  - Paroisse de Saint-Martin-sur-Vézère, comprenant les anciennes paroisses de :
    - Audrix
    - Campagne
    - Journiac
    - Le Bugue
    - Les Eyzies-de-Tayac
    - Limeuil
    - Manaurie
    - Mauzens-et-Miremont
    - Mortemart
    - Paunat
    - Savignac-de-Miremont
    - Saint-Avit-de-Vialard
    - Saint-Chamassy
    - Saint-Cirq-du-Bugue
    - Saint-Félix-de-Reillac
    - Tursac

  - Paroisse de Saint-Front-lès-Cadouin, comprenant les anciennes paroisses de :
    - Alles-sur-Dordogne
    - Badefols-sur-Dordogne
    - Baneuil
    - Cabans
    - Cadouin
    - Calès
    - Couze-et-Saint-Front
    - Cussac
    - Grand-Castang
    - Lalinde
    - Lanquais
    - Le Buisson
    - Mauzac
    - Molières
    - Paleyrac
    - Pézuls
    - Pontours
    - Pressignac-Vicq
    - Saint-Alvère
    - Saint-Capraise-de-Lalinde
    - Saint-Félix-de-Villadeix
    - Saint-Laurent-des-Bâtons
    - Saint-Marcel-du-Périgord
    - Sainte-Colombe
    - Sainte-Foy-de-Longas
    - Trémolat
    - Urval
    - Varennes

  - Paroisse de Sainte-Marie-des-Bastides, comprenant les anciennes paroisses de :
    - Bannes
    - Bayac
    - Beaumont-du-Périgord
    - Biron
    - Born-de-Champs
    - Bourniquel
    - Capdrot
    - Gaugeac
    - Labouqerie
    - Lavalade
    - Lolme
    - Marsalès
    - Monpazier
    - Monsac
    - Montferrand-du-Périgord
    - Naussannes
    - Nojals-et-Clotte
    - Rampieux
    - Saint-Avit-Rivière
    - Saint-Avit-Sénieur
    - Saint-Cassien
    - Saint-Marcory
    - Saint-Romain-de-Monpazier
    - Sainte-Croix-de-Beaumont
    - Sainte-Sabine
    - Soulaures
    - Vergt-de-Biron

  - Paroisse de Notre-Dame-de-Capelou, comprenant les anciennes paroisses de :
    - Belvès
    - Besse
    - Bouillac
    - Carves
    - Cladech
    - Doissat
    - Fongalop
    - Fontenilles
    - Larzac
    - La Trappe
    - Lavaur
    - Loubéjac
    - Mazeyrolles
    - Montplaisant
    - Orliac
    - Prats-du-Périgord
    - Sagelat
    - Saint-Amand-de-Belvès
    - Saint-Cernin-de-l'Herm
    - Saint-Étienne-des-Landes
    - Saint-Germain-de-Belvès
    - Saint-Pardoux-et-Vielvic
    - Sainte-Foy-de-Belvès
    - Salles-de-Belvès
    - Siorac-en-Périgord
    - Villefranche-du-Périgord
- Doyenné du Nontronnais
  - Paroisse de Saint-Jean-Baptiste-en-Nontronnais, comprenant les anciennes paroisses de :
    - Champs-Romain
    - Le Bourdeix
    - Lussas-et-Nontronneau
    - Milhac-de-Nontron
    - Nontron
    - Saint-Front-la-Rivière
    - Saint-Front-sur-Nizonne
    - Saint-Martial-de-Valette
    - Saint-Martin-le-Pin
    - Saint-Pardoux-la-Rivière
    - Savignac-de-Nontron
    - Sceau-Saint-Angel

  - Paroisse Saint-Pierre de Brantôme, comprenant les anciennes paroisses de :
    - Bourdeilles
    - Brantôme
    - Saint-Julien-de-Bourdeilles
    - Sencenac-Puy-de-Fourches
    - Valeuil

  - Paroisse de Notre-Dame-de-la-Belle, comprenant les anciennes paroisses de :
    - Beaussac
    - Champeaux
    - Connezac
    - La Chapelle-Pommier
    - La Rochebeaucourt
    - Les Graulges
    - Mareuil
    - Puyrénier
    - Rudeau-Ladosse
    - Saint-Pardoux-de-Mareuil
    - Saint-Sulpice-de-Mareuil
    - Sainte-Croix-de-Mareuil
    - Vieux-Mareuil

  - Paroisse Saint-Christophe de Champagnac, comprenant les anciennes paroisses de :
    - Cantillac
    - Champagnac-de-Belair
    - Condat-sur-Trincou
    - La Chapelle-Montmoreau
    - La Gonterie-Boulouneix
    - Léguillac-de-Cercles
    - Monsec
    - Quinsac
    - Saint-Crépin-de-Richemont
    - Saint-Félix-de-Bourdeilles
    - Saint-Pancrace
- Doyenné du Haut-Périgord
  - Paroisse Notre-Dame des Hauts-de-l'Isle, comprenant les anciennes paroisses de :
    - Chalais (jadis Chaleix)
    - Corgnac-sur-l'Isle
    - Eyzerac
    - Firbeix
    - Jumilhac-le-Grand
    - La Chapelle-Faucher
    - La Coquille
    - Lempzours
    - Miallet
    - Nantheuil
    - Nanthiat
    - Saint-Jean-de-Côle
    - Saint-Jory-de-Chalais
    - Saint-Martin-de-Fressingeas
    - Saint-Paul-la-Roche
    - Saint-Pierre-de-Côle
    - Saint-Pierre-de-Frugie
    - Saint-Priest-les-Fougères
    - Saint-Romain-et-Saint-Clément
    - Saint-Saud-Lacoussière
    - Saint-Sulpice-d'Excideuil
    - Sarrazac
    - Thiviers
    - Vaunac
    - Villars

  - Paroisse de Saint-Eloi-des-Forges, comprenant les anciennes paroisses de :
    - Angoisse
    - Anlhiac
    - Badefols-d'Ans
    - Boisseuilh
    - Cherveix-Cubas
    - Chourgnac-d'Ans
    - Clermont-d'Excideuil
    - Coubjours
    - Dussac
    - Excideuil
    - Génis
    - Granges-d'Ans
    - La Chapelle-Saint-Jean
    - Lanouaille
    - Nailhac
    - Payzac
    - Preyssac-d'Excideuil
    - Salagnac
    - Saint-Aignan-de-Hautefort
    - Saint-Cyr-les-Champagnes
    - Saint-Germain-des-Prés
    - Saint-Jory-Lasbloux
    - Saint-Martial-d'Albarède
    - Saint-Médard-d'Excideuil
    - Saint-Mesmin
    - Saint-Pantaly-d'Excideuil
    - Saint-Raphaël
    - Sainte-Eulalie-d'Ans
    - Sainte-Trie
    - Sarlande
    - Savignac-Lédrier
    - Teillots
    - Temple-Laguyon
    - Tourtoirac

## Statistiques
- En 1969, le diocèse comptait 360 000 baptisés pour une population de 374 073 habitants (96,2 %), servis par 255 prêtres (229 diocésains et 26 réguliers), 28 religieux et 520 religieuses dans 126 paroisses.

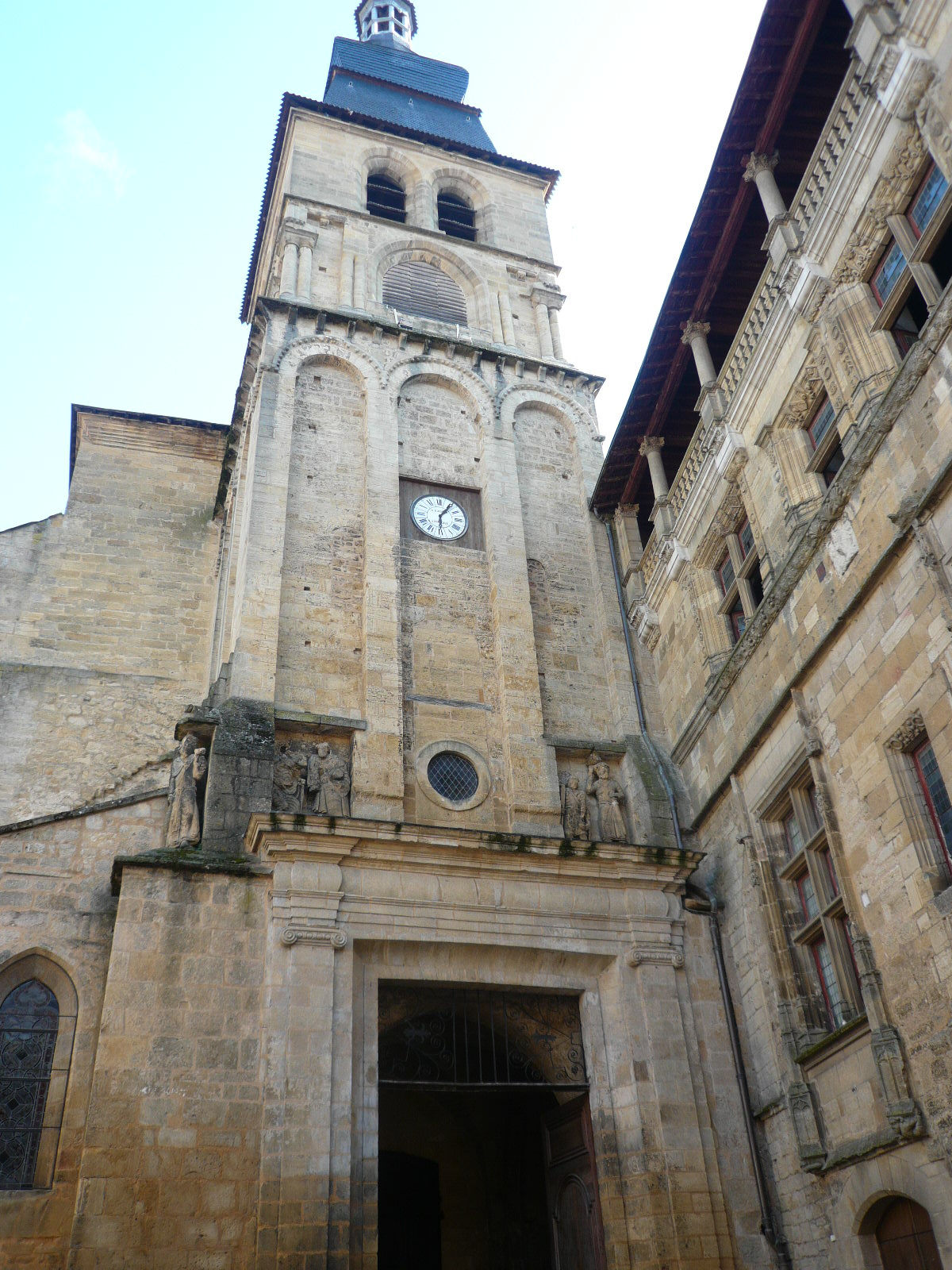
Cathédrale Saint-Sacerdos de Sarlat.

- En 1990, le diocèse comptait 387 000 baptisés pour une population de 395 000 habitants (98 %), servis par 172 prêtres (146 diocésains et 26 réguliers), quatre diacres permanents, 64 religieux et 332 religieuses.
- En 2002, le diocèse ne comptait plus que 280 000 baptisés pour une population de 390 000 habitants (71,8 %), servis par 139 prêtres (123 diocésains et 16 réguliers), neuf diacres permanents, 52 religieux et 220 religieuses dans 30 paroisses.
- En 2016, le diocèse comptait 367 538 baptisés pour une population de 429 579 habitants (85,6 %), servis par 73 prêtres (61 diocésains et 12 réguliers), dix diacres permanents, 31 religieux et 108 religieuses dans 28 paroisses[3].
- En 2019, il n'y a pas eu d'ordination sacerdotale dans le diocèse[4].